# Ревизионистские концепции азербайджанской историографии
Ревизионистские концепции в азербайджанской историографии — по мнению ряда авторов, исторические построения, призванные доказать, что азербайджанцы (азербайджанские тюрки) являются исконным населением Закавказья, используемые в качестве обоснования в территориальных спорах с соседними государствами. Согласно некоторым источникам, эти построения проводятся при государственной поддержке.

## Ревизионистские концепции истории Кавказской Албании

### Приемы ревизионизма
По мнению В. А. Шнирельмана (и ряда других исследователей), азербайджанской историографии свойственны следующие приёмы:
- Всячески преувеличивается сила и значение Кавказской Албании, которая, по мнению Шнирельмана, представляла собой маргинальное окраинное государство древнего мира, — при одновременном приуменьшении и прямом отрицании значения древней Армении. Искусственно удревняется и сама история Албании, и время проникновения в Албанию христианства.
- «Албанцами» называются армянские авторы и деятели, в той или иной степени территориально связанные с Албанией: историки Мовсес Каганкатваци — именуемый в Азербайджане Моисеем Каланкутлуйским и даже Мусой Галакендли[4][5] — и Киракос Гандзакеци, правовед Мхитар Гош, поэт Давтак Кертог, князь Сахл Смбатян, именуемый на арабский манер Сахлом ибн Смбатом.
- Измышляется существование якобы богатой литературы на албанском (гаргарейском) языке, намеренно уничтоженной армянами, предварительно переведшими на древнеармянский язык и присвоившими лучшие тексты.
- Албании, вопреки ясному свидетельству исторических источников, «передаются» принадлежавшие co II века до н. э. до конца IV века Армении территории между Курой и Араксом, включая Нагорный Карабах.

Мы твёрдо знаем, что земли албанского правобережья не могли быть включены в состав Армянского государства в период с 60-х годов I века до н. э. по IV век н. э.
- Искусственно сильно омолаживается процесс арменизации албанского населения Карабаха и вообще правобережья Куры.
- Объявляются «албанскими» и таким образом косвенно «азербайджанизируются» армянские материальные памятники на территории Азербайджана, включая такие крупные армянские святыни, как монастыри Гандзасар и Нораванк (этот процесс начался в 1970-е годы, а до этого их существование просто замалчивалось)[6][7]
- «Тюркизация» албан и ранней истории региона, которая у новейших «ревизионистов» дошла до того, что «они объявили население Восточного Закавказья едва ли не изначально тюркоязычным, причисляли Карабах к «исходной земле наших предков шумеро-тюркского происхождения», идентифицировали с тюрками саков, давших название расположенной в правобережье Куры области Сакасена, представляли Атропатену «первым центром скифо-тюркских племен» и населяли тюрками княжество Хачен». Между тем, по мнению неазербайджанской науки, тюрки вплоть до рубежа Средневековья не выходили за пределы Восточного Туркестана.[8]

Роберт Хьюсен также отмечает, что в монографии «Азербайджан в VII—IX веках» З. М. Буниятов утверждал о существовании древнего албанского народа, владения которого простирались от озера Саван до Каспийского моря, существование обособленной албанской христианской церкви, богатой албанской литературы, которая была уничтожена. Кроме того, Буниятов полагал азербайджанцев в значительной части потомками кавказских албан, а армянское население Азербайджана не армянами, а албанцами, принадлежащими к армянской церкви. Критикуя эти тезисы, Хьюсен отмечает, что начиная с IV века население Арцаха и Утика (двух провинций Великой Армении, а с конца IV века Кавказской Албании) было либо армянским, либо сильно арменизированным, что Буниятов игнорирует этническое многообразие федерации албанских племён и тюркскую иммиграцию в регион, а лишённые какой-либо аргументации утверждения о существовании обособленной албанской церкви и значительной албанской литературы полагает «полётом фантазии» Буниятова.
По мнению исследовательницы Ширин Хантер, искажённое понимание многими азербайджанцами подлинного характера культурных, этнических и исторических связей между Ираном и Азербайджаном связано с наследием, оставшимся современной Азербайджанской Республике от «советской практики исторических фальсификаций» — к таким историческим мифам она относит, в частности, представление о существовании в древности единого азербайджанского государства, включавшего бо́льшую часть территории нынешнего северного Ирана, которое оказалось разделено на две части в результате российско-иранского сговора.

### «Албанский миф»

Закавказье в I—IV вв., по карте-вкладышу ко II тому «Всемирной истории» (М., 1956). Албания показана жёлтым цветом.

Шнирельман отмечает формирование «албанского мифа», наиболее видным из основоположников которого он считает академика Зию Буниятова, а наиболее известным пропагандистом — его ученицу Фариду Мамедову. Последняя начала с заявления о наличии «албанского самосознания» у армян Нагорного Карабаха вплоть до XIX века, затем объявила, что раннесредневековое население современной Армении и даже Нахичевани также составляли не армяне, а «арменизированные албаны», и наконец открыла албан в Киликии. Как пишет Шнирельман,
Книга Мамедовой была и знаком того, что, вслед за армянскими и грузинскими учёными, азербайджанские специалисты также выказали готовность ступить на зыбкую почву «исторической географии», которая в советских условиях была прикрытием ожесточённой идеологической борьбы за территориальные границы".
Вопреки сообщениям Страбона, который писал о формировании государства Кавказской Албании в I веке до н. э., азербайджанские историки со временем начали удревнять это событие. Имея цель сделать Албанию современником Иберийского царства, они стали писать о IV—III вв. до н. э.
По мнению Шнирельмана, такое удревнение было необходимо азербайджанским учёным, чтобы Албания не выглядела моложе соседней Грузии (хотя, как считают учёные за пределами Азербайджана, Албания в реальности была самой отсталой из областей Закавказья).
Что же касается утверждений о территории и границах албанского государства, то видный специалист по истории региона А. П. Новосельцев, настаивая, в противоположность азербайджанским учёным, на прохождении армяно-албанской границы по Куре, отмечал, что его оппоненты пытаются доказать, будто «пределы Кавказской Албании почти на всём протяжении древности были идентичны границам этого государства в V—VII веках, покрывая почти всю территорию современной Азербайджанской ССР».
Фарида Мамедова изображала Албанскую церковь как апостольскую и автокефальную, независимую от армянской. Она утверждала, что церковь албан якобы надолго пережила их государство и сохранилась вплоть до начала XIX века. Мамедова объявляла армянские хачкары «албанскими», и настаивала на существовании «албанской идентичности», утраченной, согласно ей, в результате упразднения церкви Кавказской Албании в 1836 году. Учёные за пределами Азербайджана считают, что сохранившийся до XIX века термин «Албанская церковь» являлся не чем иным, как результатом консервативности церковной традиции. Христианство в Албании установил в IV веке царь Урнайр, который принял его из Армении по примеру армянского царя Трдата III (и был крещён просветителем Армении св. Григорием); что албанская церковь находилась в тесной зависимости от армянской и изначально богослужебным языком в ней «мог быть только армянский». 
Постулируя существование мощной албанской письменной культуры, Мамедова, по мнению Шнирельмана, не только причислила к албанцам целый ряд армянских писателей, но и «писала о неких никому не ведомых переводах богословской литературы с греческого и сирийского на албанский и высказывала догадку о том, что своя письменность в Албании появилась ещё в дохристианское время». Учёные за пределами Азербайджана не отрицают самого факта существования албаноязычной (гаргарейской) литературы, но считают использование гаргарейского языка в письменности достаточно ограниченным и по функциям, и во времени; против же идеи намеренного уничтожения этой литературы армянами, как и насильственной ассимиляции ими албан, они категорически возражают.
Как отмечает сама Фарида Мамедова, своим знанием исторической географии Кавказской Албании она обязана Гейдару Алиеву, который сразу же после прихода к власти в Азербайджанской ССР начал требовать от неё «научной критики» на каждую армянскую книгу по этой тематике. В результате этой критики Мамедова «на фактах показала, что армян на Кавказе не было». После выхода в 2001 году в Чикагском университете исторического атласа Армении президиум НАНА (Национальной академии наук Азербайджана) специально для его опровержения создал Отдел исторической картографии, главой которого была назначена Мамедова. В итоге её трудов, утверждает Мамедова, «Армянское нагорье, а также армянские столицы (которые первоначально были размещены вокруг Еревана) „переместились“ на территории Восточной Анатолии, на 1000 километров от наших земель».

### Концепция прохождения армяно-албанской границы по Араксу

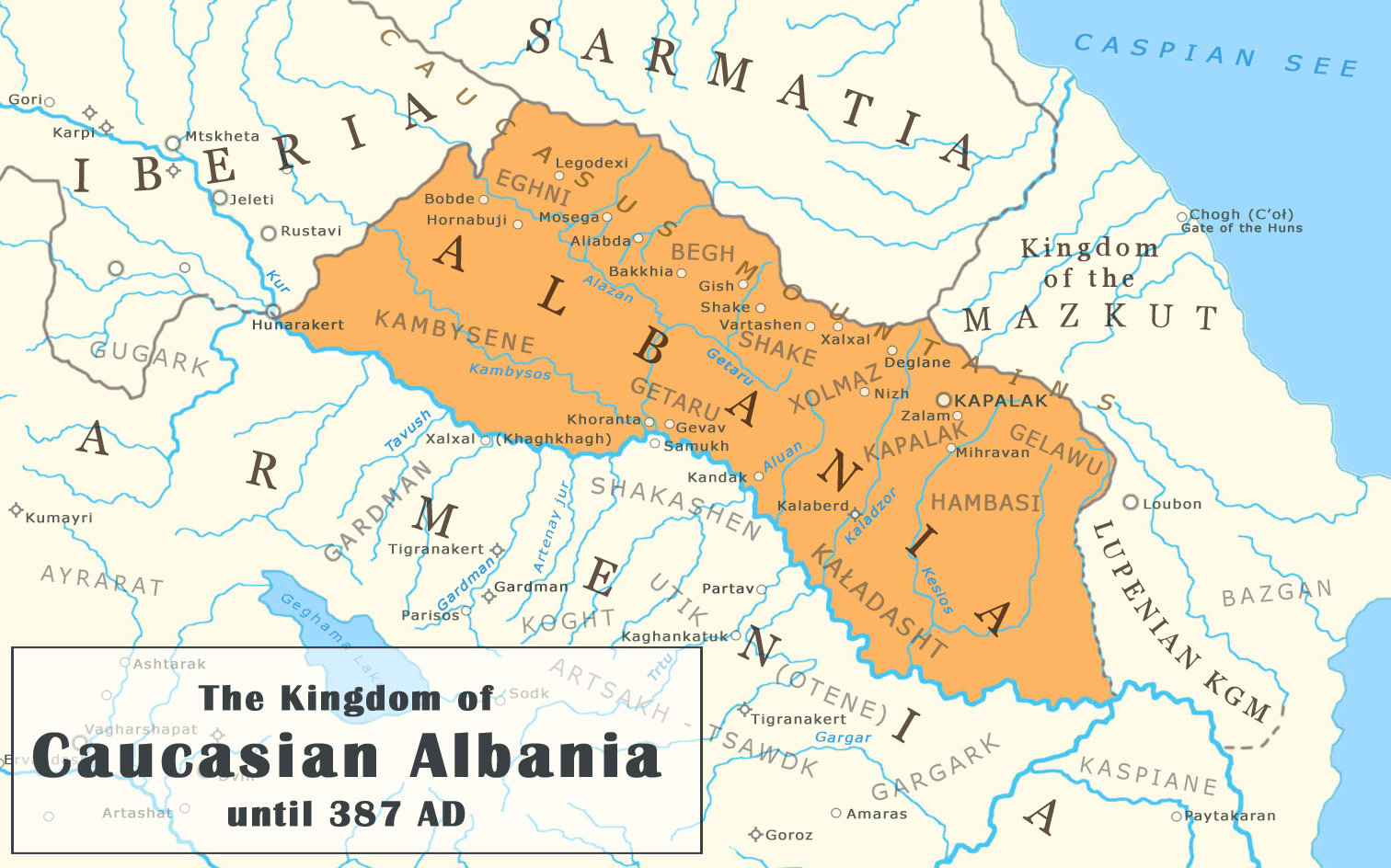
Общепринятая в мировой науке концепция географического расположения античной Кавказской Албании, согласно которой граница между Великой Арменией и Кавказской Албанией проходила по реке Кура.

Одним из ключевых пунктов в обосновании ревизионистских концепций истории Албании является утверждение, что граница между Арменией и Албанией всегда проходила по Араксу и территория Албании таким образом в целом соответствовала территории современного Азербайджана. При этом отвергаются единогласные утверждения греко-римских и древнеармянских авторов, согласно которым, между II в. до н. э. и концом IV в. н. э. — то есть практически все время существования государства Великая Армения — граница проходила по Куре и следовательно Нагорный Карабах и значительная часть территории нынешнего Азербайджана входили в состав Армении. Все данные первоисточников, утверждающие этот факт, объявляются недостоверными либо сфальсифицированными. Так, в «Истории Азербайджана», изданной в 2006 г. под эгидой президента Азербайджана, относительно Сакасены говорится без дальнейших объяснений:
По сведениям упомянутого античного автора Страбона, «совершив набег… саки захватили лучшие земли в Армении». Очевидно, что здесь Страбон спутал территорию Армении с территорией Азербайджана.

## Государственная поддержка ревизионистских концепций в Азербайджане
В. А. Шнирельман отмечает, что на ревизионистские исторические концепции в Азербайджане существует прямой государственный заказ, призванный «очистить» историю от армян:

Вряд ли азербайджанские историки делали все это исключительно по своей воле; над ними довлел заказ партийно-правительственных структур Азербайджана.
<…>

Здесь-то на помощь политикам и приходят историки, археологи, этнографы и лингвисты, которые всеми силами стремятся, во-первых, укоренить азербайджанцев на территории Азербайджана, а во-вторых, очистить последнюю от армянского наследия. Эта деятельность не просто встречает благожелательный прием у местных властей, но, как мы видели, санкционируется президентом республики.

Заместитель директора Центра Кавказских исследований МГИМО Владимир Захаров, комментируя слова президента Азербайджана Ильхама Алиева о том, что Армения создана на исконно азербайджанских землях, отмечает, что «исторические исследования в Азербайджане стоят на службе не науки, а политических амбиций лидеров».
14 декабря 2005 года Ильхам Алиев в речи по случаю 60-летия Академии наук Азербайджана призвал азербайджанских учёных включиться в программу обоснования перед мировым сообществом отсутствия исторических прав карабахского армянства на Нагорный Карабах. Алиев обещал субсидировать объединение усилий азербайджанских специалистов в разработке и пропаганде его тезиса о том, что «армяне пришли в Нагорный Карабах — неотъемлемую часть Азербайджана, как гости» и поэтому «абсолютно не вправе утверждать, что Нагорный Карабах в прошлом принадлежал им».
Описывая процессы в азербайджанской историографической науке, Шнирельман отмечает:
Особый интерес для анализа того, что и как происходит сейчас в азербайджанской историографии, имеет заседание Государственной комиссии по празднованию 75-летнего юбилея Нахичеванской Автономной Республики, происходившее 9 февраля 1999 г. под председательством Г. Алиева. Открывая заседание, президент призывал правдиво писать историю Азербайджана и подчёркивал политическое значение этого юбилея. Демонстрируя своё понимание «правдивого написания истории», президент снова заявлял о том, что якобы в 1918—1919 гг. Азербайджанская Демократическая Республика добровольно уступила Армении право на Ереванское ханство и город Ереван. Однако никакого Ереванского ханства в это время уже не существовало, а была Ереванская губерния, где большинство населения составляли армяне.
<…>

Директор Музея истории [251] Азербайджана Н. Велиханлы (Велиханова) обещала опровергнуть содержащееся в русской и армянской литературе утверждение о том, что Нахичевань являлась армянской землёй. А … сотрудница Института археологии и этнографии АН Азербайджана М. Нейматова торжественно заявила о том, что она уже опровергла притязания армян на Зангезур, доказав, что там в эпоху средневековья жили мусульмане… Заместитель директора Института истории АН Азербайджана М. Исмаилов утверждал, что во второй половине XVIII в. в пределах Ереванского ханства армяне составляли незначительную долю населения, а ещё раньше на этой территории располагалось «тюркское, наше Азербайджанское государство». В то же время он пытался продемонстрировать, что после раздела Армении в конце IV в. у армян фактически не было сколько-нибудь существенной государственности и что современная Армения возникла на будто бы исконных азербайджанских землях. Но и это ещё не всё. Заведующий отделом Института археологии и этнографии АН Азербайджана археолог В. Алиев заявил, будто ему удалось доказать, что «с возникновения человечества до сих пор Нахичевань была основным очагом культуры Азербайджана», и призвал отметить 3500-летний юбилей Нахичевани. Он утверждал, что с периода Урарту «Нахичевань находилась под прицелом армян», и сокрушался по поводу того, что «агрессоры из Урарту» «оккупировали западные азербайджанские территории». Иными словами, в его представлениях, азербайджанцы обитали в Закавказье испокон веков, а «агрессоры-армяне» пытались вытеснить их оттуда, начиная по меньшей мере с эпохи Урарту. 
<…>

Таким образом, празднование юбилея Нахичевани стало хорошим поводом для переписывания истории Закавказья не только с одобрения, но даже по поручению президента Азербайджана. К этой работе ученые Азербайджана приступили незамедлительно.